# Sint-Gangolfkerk (Trier)
De Sint-Gangolfkerk is de markt- en stadsparochiekerk van de Duitse stad Trier en gewijd aan de heilige Gangolf of Gangulfus. De Gangolfkerk is na de Dom het oudste kerkgebouw van de stad.

## Geschiedenis
De eerste marktkerk werd opgericht in het jaar 958, maar tussen 1284 en 1344 door een nieuwbouwkerk vervangen. Het huidige laatgotische bouwwerk vloeit voort uit een in het jaar 1500 begonnen renovatie. Barokke elementen werden in de jaren 1731-1746 toegevoegd. De ramen van Charles Crodel (*1894 - †1973) uit 1966 voegden de elementen uit de verschillende periodes in een totaalbeeld samen.
De kerk wordt bijna volledig door bebouwing ingesloten. De oostzijde van de Sint-Gangolf grenst bijna aan de Grabenstraße, maar zelfs daar zijn nog kleine winkeltjes tegen de gevel van de kerk gebouwd. De hoofdingang tot de kerk bevindt zich aan de voet van de kerktoren en is via een barokke poort uit 1731-1732 aan de Hauptmarkt toegankelijk.

## Toren
In het begin van de 14e eeuw werden de eerste vier verdiepingen van de toren gebouwd. Twee extra verdiepingen, de torengalerij en vier kleinere hoektorentjes werden in 1507 toegevoegd. Omdat de toren met 62 meter hoogte de toren van de Trierer dom overtrof, liet aartsbisschop Richard von Greiffenklau de zuidtoren van de dom met een verdieping verhogen.

## Klokken
Van de zes klokken van de Sint-Gangolf is de zogenaamde Lumpenglocke de bekendste klok. Met het luiden van de Lumpenglocke, de avondklok, werden burgers in steden gewaarschuwd dat de stadspoorten werden gesloten. En nog steeds slaat deze klok uit 1475 elke avond om 22:00 uur. Tijdens de eerste radio-uitzending vanuit Trier op 16 juni 1930 hoorde men de klanken van de klok door de ether gaan, waarmee gezegd is hoezeer de klok bij de lokale cultuur van Trier hoort.
Ook hangt in de toren nog de klok Zündel, een uit de middeleeuwen stammende vuurklok. De twee wachters van de stad hadden bij brandgevaar de opdracht om onder het luiden van de vuurklok vanaf de toren overdag met een vlag en 's nachts met een lantaarn in de richting van de vuurhaard te wijzen. De laatste wachter werkte hier tot 1905. Daarnaast hangen er nog vier kerkklokken; de Maria-, Jozef-, Barbara- en Paulinusklok.

## Afbeeldingen

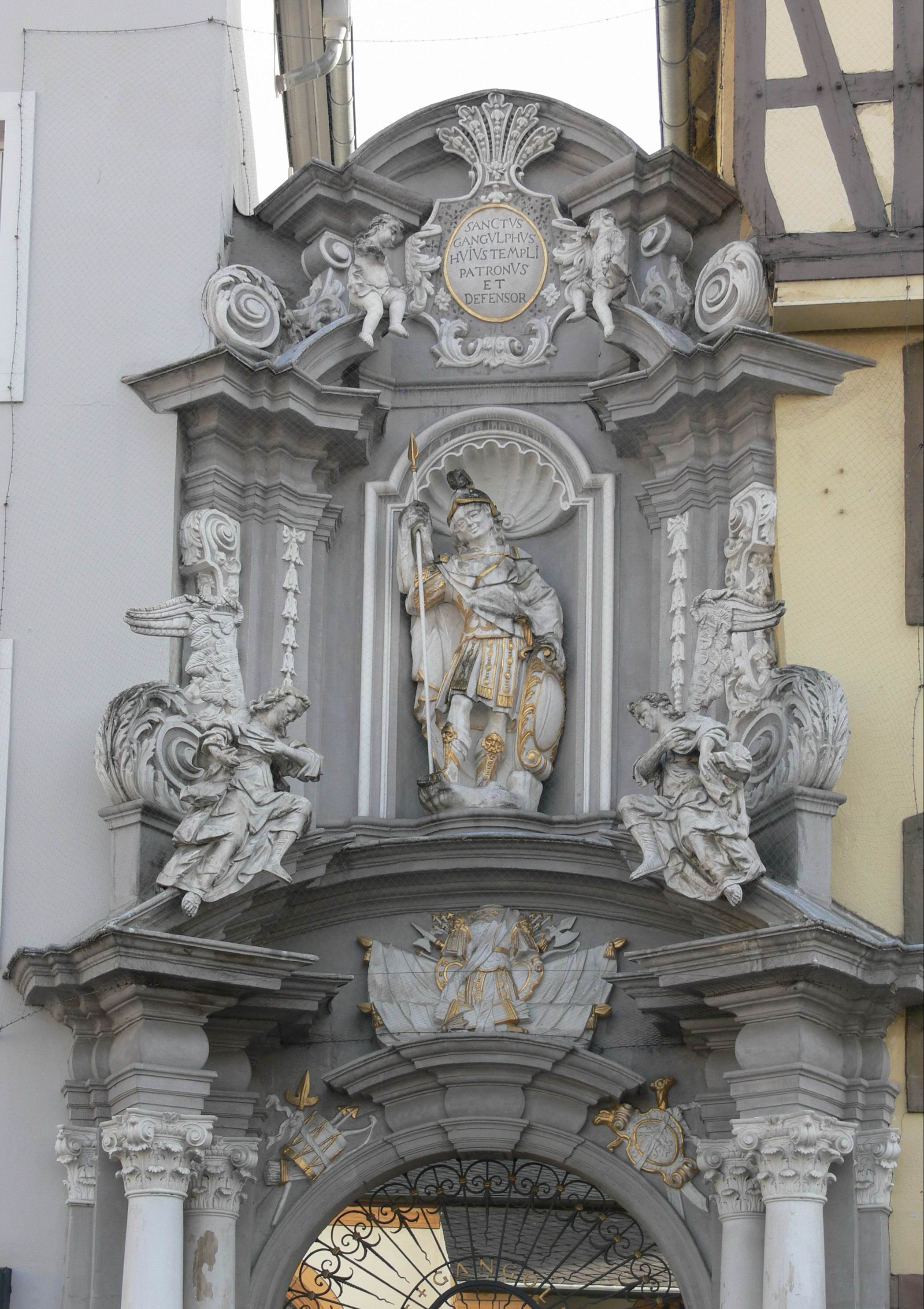
Toegang tot de kerk via de Hauptmarkt
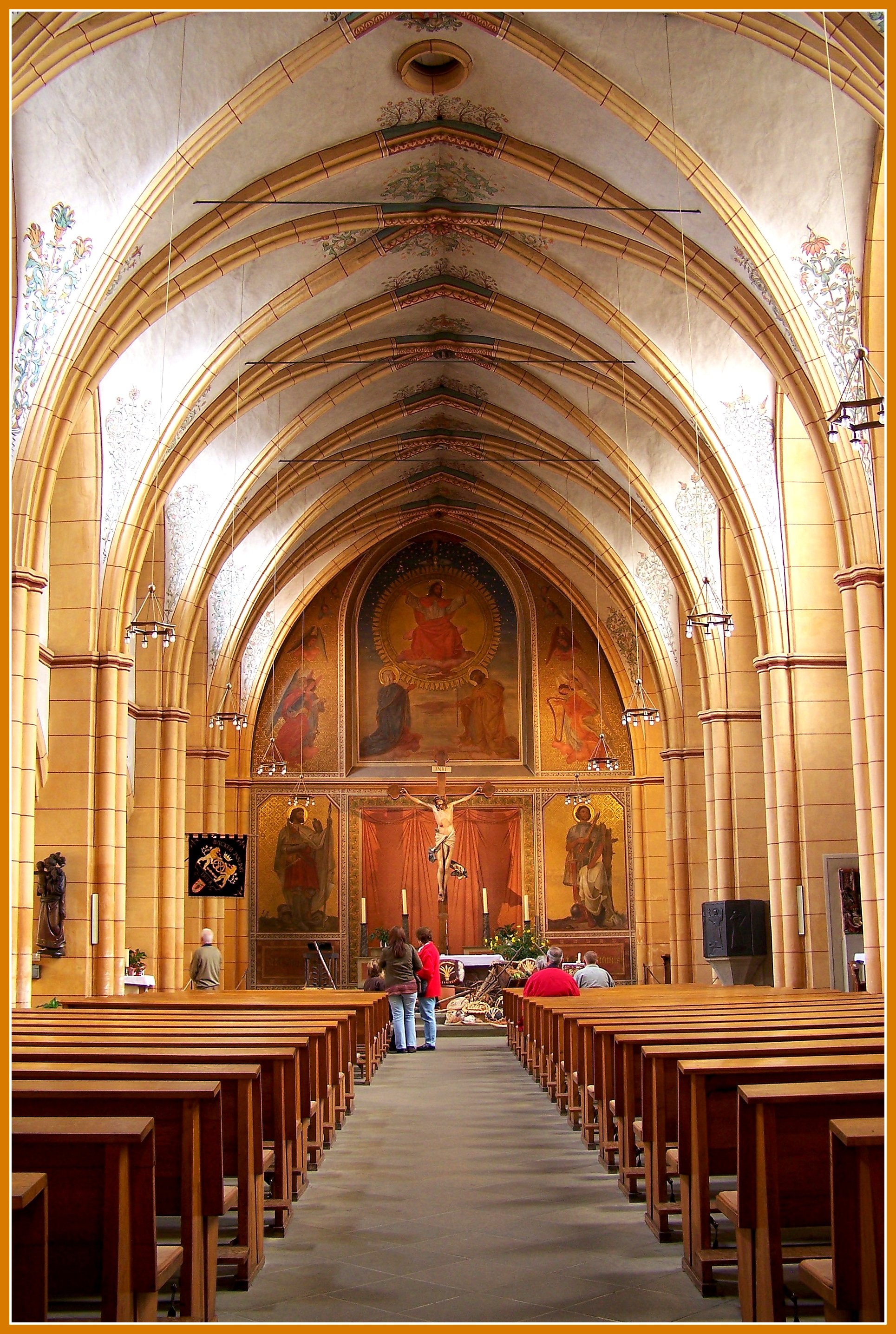
Interieur
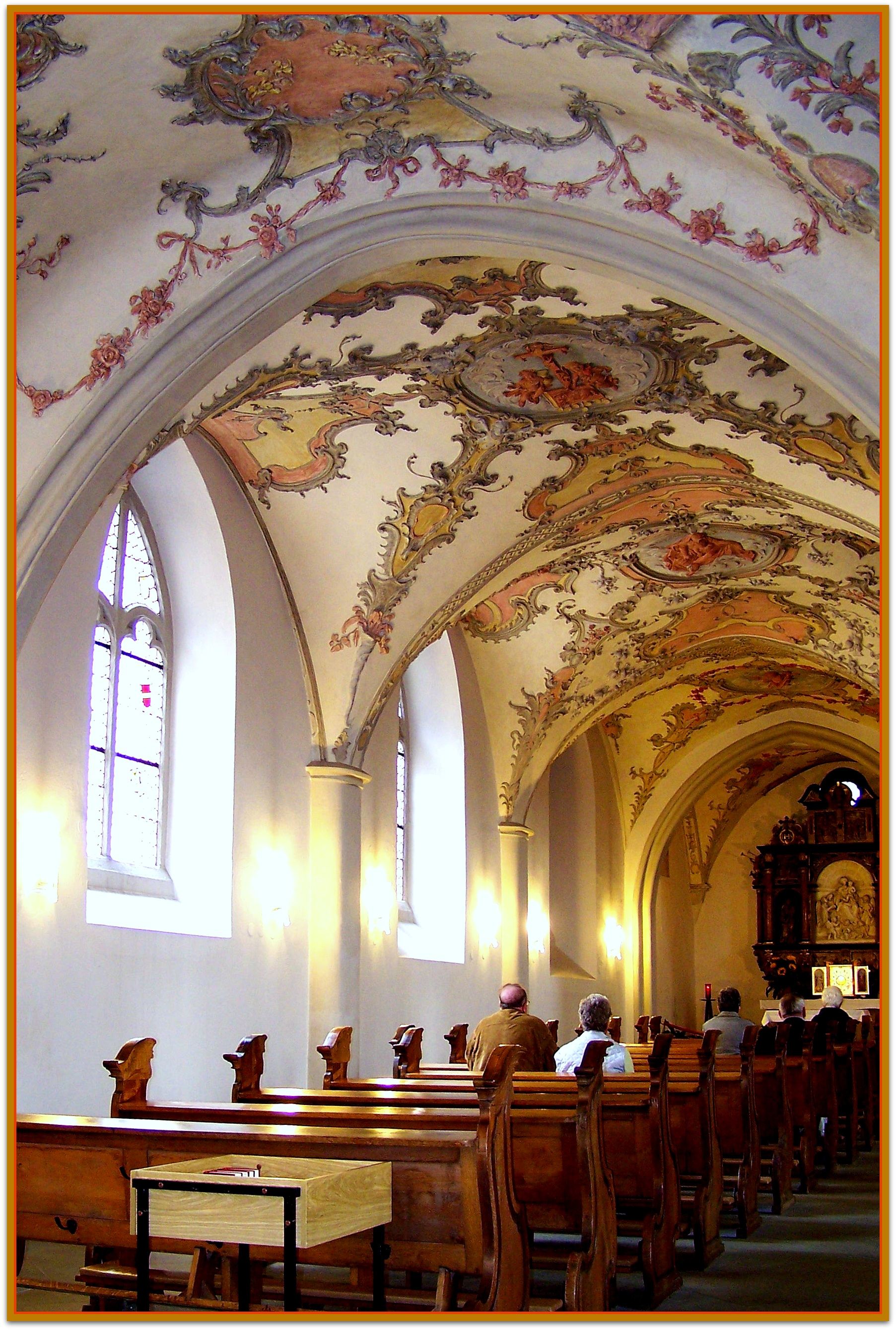
Stucwerk
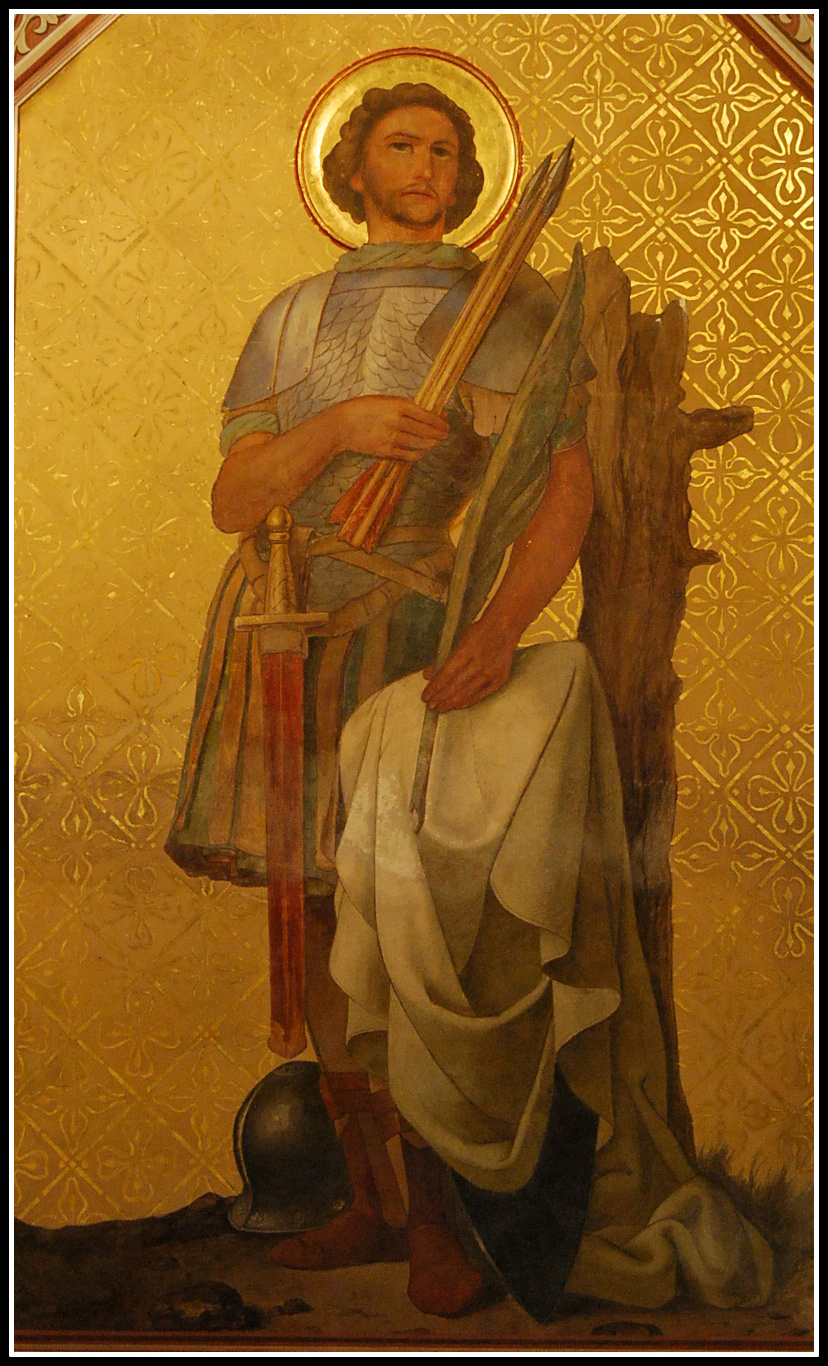
Fresco van Sint-Gangolf
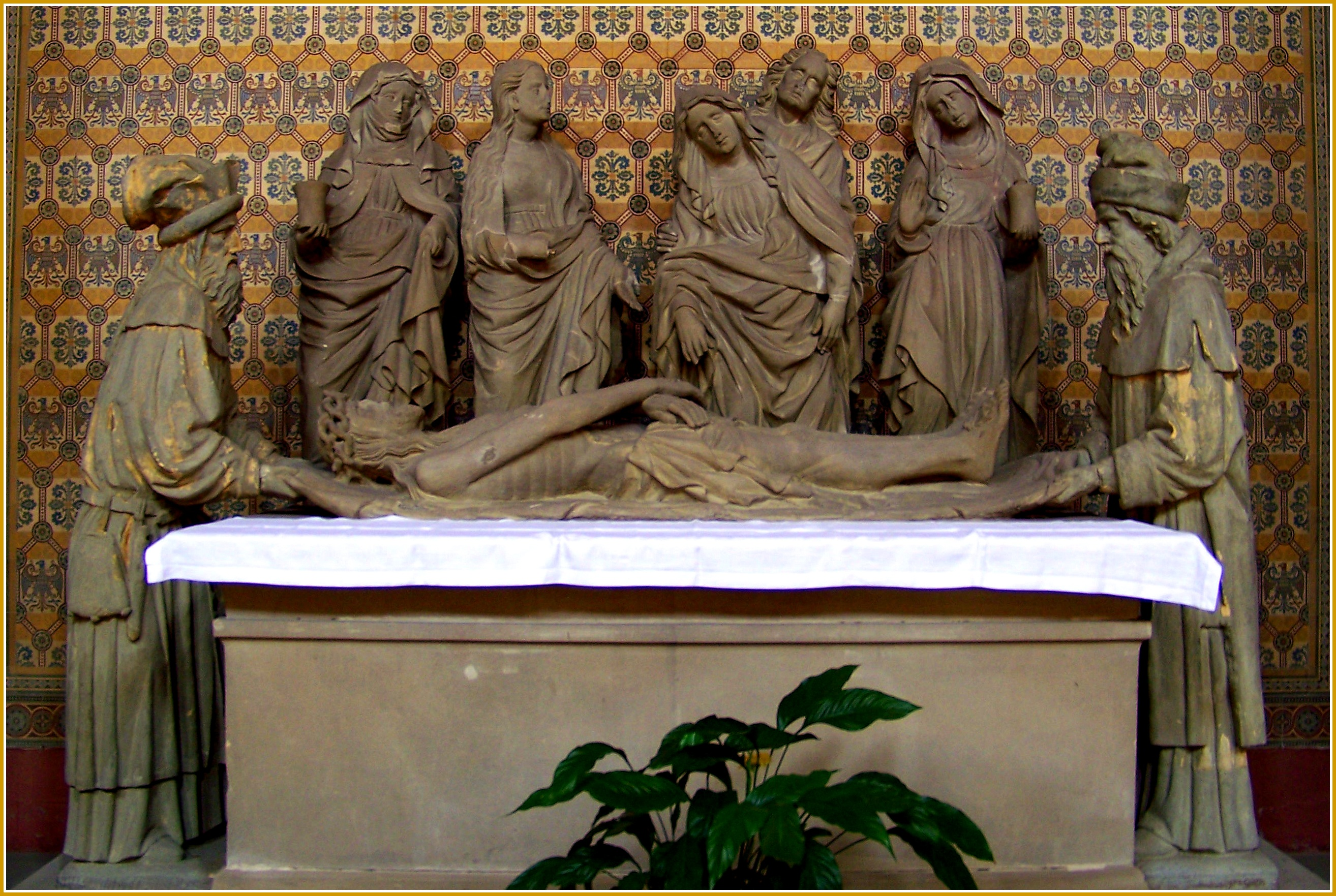
Grafaflegging
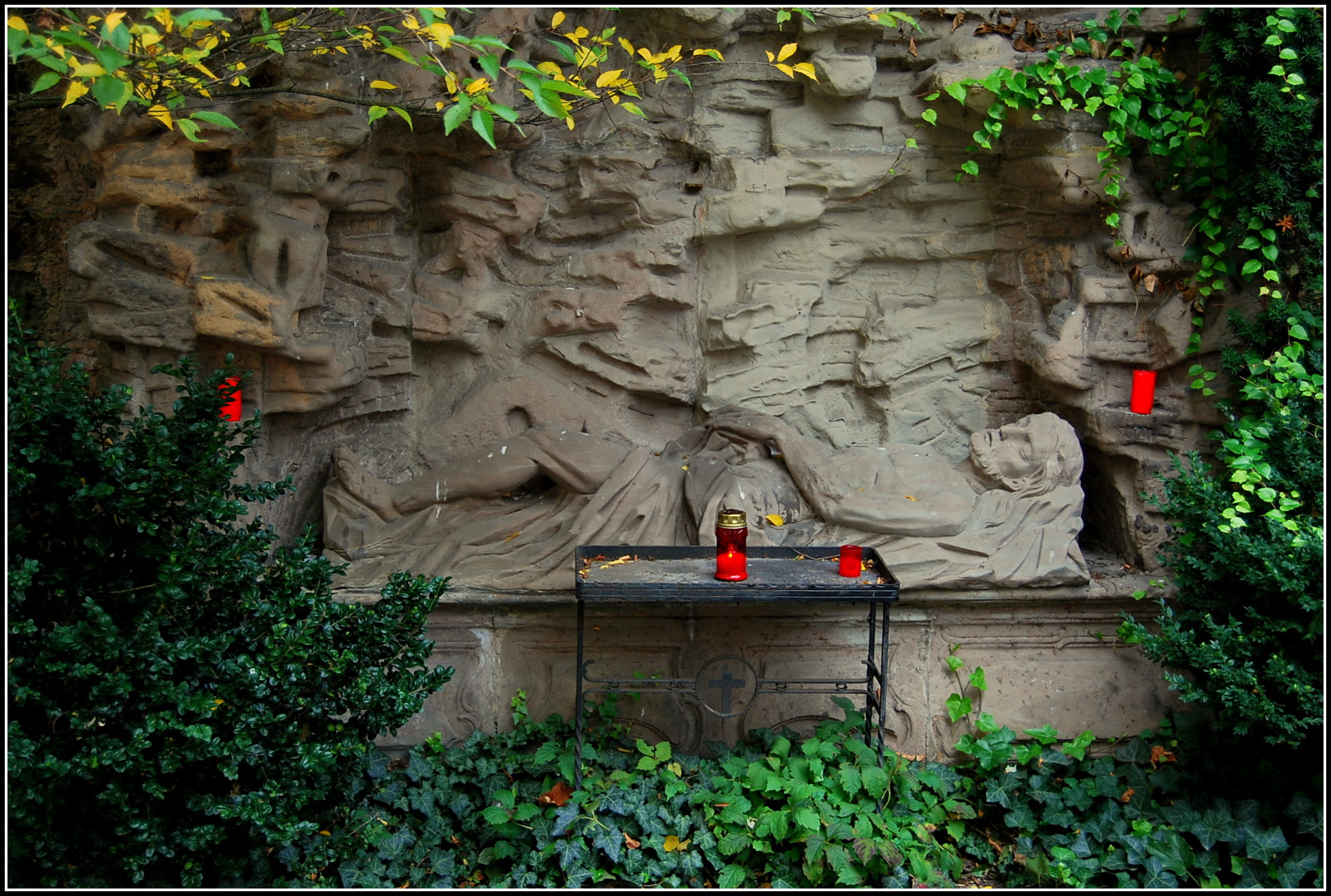
Grafmonument bij ingang kerk